# 鈴木道明 (実業家)
鈴木 道明（すずき みちあき、1956年9月30日 - ）は日本の実業家。東武タワースカイツリー株式会社代表取締役社長に就任。

## 経歴
武蔵大学卒業後、1979年東武鉄道に入社。その後、東武トラベル株式会社代表取締役社長を経て、2010年に東武タワースカイツリー株式会社代表取締役社長に就任。